# Get Your Dog Off Me!
Get your dog off me es el cuarto álbum de estudio de la banda escocesa de rock progresivo Beggar's Opera, lanzado en 1973, bajo el sello discográfico Vertigo records y repertoire records. Este álbum se ve marcado por la salida de dos integrantes de la clásica alineación del grupo en sus tres primeros álbumes, Martin Griffiths (vocalista) y Raymond Wilson (Baterista).

## Grabación
Este álbum se grabó en 1973 con Vertigo records y repertoire records. En este trabajo ya no está la presencia de Martin Griffiths, miembro cofundador de Beggar's Opera, que estuvo en sus tres primeros álbumes, Act one (1970), Waters of change (1971) y Pathfinder (1973). Raymond Wilson, el exbaterista estuvo en 6 de los 10  temas del álbum(12 temas con la edición de CD). Linnie Paterson reemplazó a Martin Griffiths en las voces y Colin Fairlie a Raymond Wilson en la batería.

## Canciones
Lado A
1. Get your dog off me (3ː40)
2. Freestyle ladies (4ː20)
3. Open letter (4ː32)
4. Morning day (4ː32)
5. Requirem 2ː18

Lado B
1. Classical gas (4ː28)
2. Sweet blossom Woman (4ː08)
3. Turn your money green (4ː08)
4. La-Di-La (2ː53)
5. Working Man (4ː33)

Bonus tracks de la edición de CDː
1. Two timing woman (3ː44)
2. Lady of hell fire (3ː43)

## Créditos
- Ricky Gardinerː Guitarra eléctrica, guitarra acústica, voces
- Gordon Sellarː Bajo
- Alan Parkː Teclados, piano, mellotrón, moog
- Colin Fairlieː Batería, voces
- Linnie Patersonː Vocalista principal
- Con Raymond wilsonː Batería solo en los temas 1, 2 , 4 , 7, 8 y 10